# Luis Iberico
Luis Enrique Iberico Robalino, né le 6 février 1998 à Lima au Pérou, est un footballeur international péruvien évoluant au poste d'attaquant au Sporting Cristal.

## Biographie

### Carrière en club
Formé à l'Universidad San Martín de Porres, Luis Iberico y joue de 2014 à 2016, avant de rejoindre le FBC Melgar d'Arequipa en 2017. Avec ce dernier club, il joue trois éditions de la Copa Libertadores en 2018, 2019 et 2023 (neuf matchs, un but). 
Prêté à l'UTC de Cajamarca en 2020, il revient au FBC Melgar l'année suivante et dispute les Copa Sudamericana 2021 et 2022 (22 matchs au total pour quatre buts inscrits).
Iberico compte six doublés en championnat : le 27 mars 2021, lors de la victoire 3-0 sur l'Academia Cantolao; le 17 octobre 2021, lors de la très large victoire de son équipe sur l'Universidad San Martín (6-0); le 19 octobre 2022 lors de la victoire 3-0 des siens face au Sport Boys ; le 2 novembre 2022, il marque les deux buts de la victoire du FBC Melgar 2-0 sur le Sporting Cristal lors de la demi-finale aller du championnat 2022; le 30 avril 2023, lors de la victoire 5-0 sur l'Academia Cantolao; enfin le 12 mai 2023, il marque deux buts contre le Sport Boys (victoire 2-0). Il réalise un septième doublé, cette fois-ci en Copa Sudamericana, le 27 avril 2022 face au Racing Club (victoire 3-1).
En 2023, Iberico quitte le FBC Melgar pour rejoindre le Riga FC en Lettonie.

### Carrière en équipe nationale
Luis Iberico se distingue avec l'équipe du Pérou U15 lors du championnat de la CONMEBOL de 2013 en Bolivie. En effet, sous les ordres de Juan José Oré, il remporte le tournoi tout en étant sacré meilleur buteur avec sept buts. 
Par la suite, en 2017, il participe au championnat d'Amérique du Sud des moins de 20 ans organisé en Équateur. Lors de cette compétition, il ne joue qu'une seule rencontre, face à la Bolivie. Avec un bilan de deux nuls et deux défaites, le Pérou est éliminé dès le premier tour.
Convoqué pour la première fois en équipe A par Ricardo Gareca, Iberico y fait ses débuts officiels face à l'Équateur le 8 juin 2021 à l'occasion des éliminatoires de la Coupe du monde 2022 (victoire 2-1 à Quito). Dans la foulée, il dispute la Copa América 2021 au Brésil où il joue deux rencontres.

## Palmarès

### En club
| Universidad San Martín - Torneo del Inca : - Finaliste : 2014. |  | FBC Melgar - Championnat du Pérou : - Vice-champion : 2022. - Meilleur buteur : 2021 (12 buts). |  | Riga FC - Coupe de Lettonie (1) : - Vainqueur : 2023. |

### En sélection
Pérou U15
- Championnat de la CONMEBOL -15 ans (1) :
  - Vainqueur : 2013.
  - Meilleur buteur : 2013 (7 buts).